# Phaegoptera catharinae
Phaegoptera catharinae är en fjärilsart som beskrevs av Rothschild 1917. Phaegoptera catharinae ingår i släktet Phaegoptera och familjen björnspinnare. Inga underarter finns listade i Catalogue of Life.